# Oleksandr Kobets
Oleksandr Yuriyovych Kobets (ukrainien : Олександр Юрійович Кобець), né le 27 septembre 1959 à Kherson, est un homme politique, homme d'affaires et ancien officier du renseignement ukrainien et russe. Il a été le maire fantoche de Kherson du 26 avril 2022 au 11 novembre 2022 pendant l'occupation russe de l'oblast de Kherson,,,,.

## Biographie

### Carrière
Kobets a été officier du KGB jusqu'en 1991, date à laquelle il a commencé à travailler pour le Service de sécurité ukrainien (SBU). Il a supervisé les questions économiques dans les années 1990, en particulier les travaux de la raffinerie de Kherson. Au début des années 2000, Kobets est transféré au siège social du SBU et sert en tant qu'officier dans la direction opérationnelle. Il a pris sa retraite du SBU en 2010.
Dans son curriculum vitæ, qui a été compilé en septembre 2020, il écrit que « pendant son travail dans les services spéciaux, il a coopéré avec les unités structurelles du gouvernement de l'Ukraine, du Ministère des finances, Ministère de l'économie, de la Banque nationale, des fond des biens publics, du comité contre les monopoles, du ministère de l'énergie, Naftogaz, du ministère du contrôle industriel, du ministère du contrôle agraire et alimentaire, et du Ministère de la santé. Il a pris des mesures sur la sécurité financière, énergétique, alimentaire et environnementale de l'État ». Oleksandr Kobets voulait obtenir un poste dans une entreprise de Kiev, mais n'a pas été embauché.

### Activités à la retraite
Après sa retraite, Kobets, avec sa femme, fonde une entreprise qui s'occupe de la médiation contractuelle pour les marchandises, la production de jus, d'eau minérale, de boissons gazeuses et le commerce. The Center for Journalistic Investigations a révélé que Kobets n'avait pas remboursé un prêt de 80 000 dollars depuis plusieurs années.
À l'été 2006, Kobets s'est enregistré auprès d'Ukragrohimpromholding OJSC, qui pratique le commerce de l'ammoniac et a été fondée par Oleksandr Bessonov, un ancien agent du KGB, citoyen russe avec un passeport. En 2007, il obtient un emploi dans la société Ukrainian Collection Agency, s'occupant des problèmes de personnel et des enquêtes officielles. Kobets travaille ensuite au sein de RSB Petroleum FZC aux Émirats arabes unis de 2008 à 2011. Cette société était engagée dans le commerce des produits pétroliers et du pétrole. En 2012, il devient directeur de Transocean Ukraine Export LLC, qui commercialisait des machines et des équipements. La même année, Oleksandr Kobets obtient un poste de conseiller auprès du chef de l'administration du district Shevchenkiv de Kiev.
De 2015 à 2018, il travaille au sein d'Alfa-Bank, où il s'occupe de la sécurité interne. De 2018 à 2020, il occupe le poste de responsable de la sécurité intérieure chez VK Tobacco et Sich Bank. Avant l'invasion russe de l'Ukraine en 2022, Kobets vivait à Kiev.

### Collaboration pendant l'invasion russe
Oleksandr Kobets quitte Kiev le 7 mars dans une Mercedes-Benz, immatriculée au nom de sa femme Hanna Kobets,. Le 15 mars, il quitte l'Ukraine par la ville d'Oujhorod.
Le 26 avril, pendant l'occupation russe de Kherson, Kobets est nommé maire de Kherson par l'armée russe,,,,. Le début de son mandat a été marqué par des manifestations contre l'occupation russe de Kherson.

## Vie privée
Oleksandr Kobets est marié a une femme nommée Hanna Kobets et a eu une fille nommée Marianna Kramer (Kobets). Son père est Youri Kobets.